# 나이트메어 5: 꿈꾸는 아이들
《나이트메어 5: 꿈꾸는 아이들》(영어: A Nightmare on Elm Street 5: The Dream Child, 화면상에는 영어: A Nightmare on Elm Street: The Dream Child로 표시)은 1989년에 개봉한 미국의 슬래셔 영화이다. 《나이트메어 4: 꿈의 지배자》의 속편이며 나이트메어 영화 시리즈 다섯 번째 작품이다. 전편의 생존자들이 이어서 등장한다.
속편 《나이트메어 6: 프레디 죽다》(1991)로 이어진다.

## 줄거리
전편에서 1년이 지난 1989년. 앨리스가 임신하자 프레디 크루거는 꿈의 주도권이 없는 뱃속의 아기를 매개로 이용해 앨리스의 앞에 재등장한다. 크루거는 그가 주관하는 악몽 속에서 아기를 자신과 유사한 존재로 키우려 하며, 아직 태어나지도 않은 아기는 앨리스의 앞에 제이컵이라는 아동의 형상으로 나타난다.
친구 이본이 크루거를 막으려 했던 크루거의 친모 어맨다의 유해를 찾아내고, 어맨다는 꿈의 세계에서 크루거에게 대항하는 싸움에 동참한다. 어맨다는 제이컵이 크루거에게서 전수받아 온 힘을 크루거를 상대로 쓰도록 격려한다. 제이컵이 크루거의 힘을 소진시킨 뒤 어맨다는 신생아 상태가 된 크루거를 뱃속에 도로 집어넣고, 제이컵 역시 아기로 변해 앨리스의 배로 다시 흡수된다. 크루거는 어맨다의 배를 찢고 튀어나오려고 발버둥치지만 어맨다가 그를 막는 가운데 앨리스가 무사히 도망친다.

## 출연진
- 리사 윌콕스
- 로버트 엥글런드
- 켈리 조 민터
- 에리카 앤더슨
- 대니 해슬
- 휫 허트퍼드
- 마이클 베일리 스미스

## 기타 제작진
- 미술: C.J. 스트론
- 특수 효과: 앨런 먼로

## 반응
버라이어티는 이 영화를 “조악하게 구성된 특수 효과 나열 전시”라고 묘사하면서 “놀라운 특수 효과 양식이 이 영화에서 건질 수 있는 장점”이라고 평가하였다.